# BigLove
Cet article possède un paronyme, voir Big Love (homonymie).
BigLove est un court métrage américain réalisé par Leif Tilden en 2001.

## Distribution
- Sam Rockwell : Nate
- Mary McCormack : Phoebe
- Emma Roberts : Delilah
- Kane Ritchotte : Samson
- Kelly Nickels : le chauffeur de bus